# Cayeux-sur-Mer
Pour les articles homonymes, voir Cayeux.
Cayeux-sur-Mer [kajø syʁ mɛʁ] est une commune française située dans le département de la Somme, en région Hauts-de-France.
Depuis juillet 2020, la commune fait partie du parc naturel régional Baie de Somme - Picardie maritime.
La commune fait aussi partie des villes et villages labellisés Pays d'art et d'histoire qui œuvrent à mettre en avant leur patrimoine,.
Ses habitants sont appelés les Cayolais.

## Géographie

### Localisation
Cayeux-sur-Mer est un bourg picard du Vimeu.
La commune est située, à vol d'oiseau, à 10 km à l'ouest de Saint-Valery-sur-Somme, 16 km au nord d'Eu-Le Tréport, 26 km au nord-ouest d'Abbeville et à 66 km au nord-ouest d'Amiens.
Le territoire de la commune est limitrophe de ceux de trois communes.
Les communes limitrophes sont  Brutelles, Lanchères et Woignarue.

### Géologie et relief
Avec sa situation entre les falaises crayeuses d'Ault et l'estuaire de la baie de Somme, la plage du trait de côte a une origine clairement hydrologique, mais probablement aussi tectonique, voire néotectonique, avec un jeu de failles qui semblent avoir été actives durant le quaternaire, notamment dans le contexte glacio-eustatique.
Cayeux-sur-Mer est au niveau zéro d'altitude minimale. L'altitude maximale est de 15 m et celle de la mairie est de 5 m.

### Hydrographie

#### Réseau hydrographique
La commune est située dans le bassin Artois-Picardie. Elle est drainée par le canal de Lanchère S Nord, l'Hable d'Ault, l'Haulle, la Course des biais, la Course des hardrons, la Course des malvoisines et divers autres petits cours d'eau.
Le marais du Hâble-d'Ault était au Moyen Âge un ancien centre de pêche et d'ancrage secondaire de navires. Il est aujourd'hui une zone humide hébergeant environ 270 espèces d'oiseaux migrateurs ainsi que 250 plantes. On y retrouve notamment toutes les espèces d'anatidés nicheurs de France. La longueur totale de ce site est de 12,7 km.
L'Hâble d'Ault, d'une longueur de 13 km, prend sa source dans la commune de Woignarue et se jette  dans la Somme canalisée en limite des communes de  sur la commune et de Lanchères.

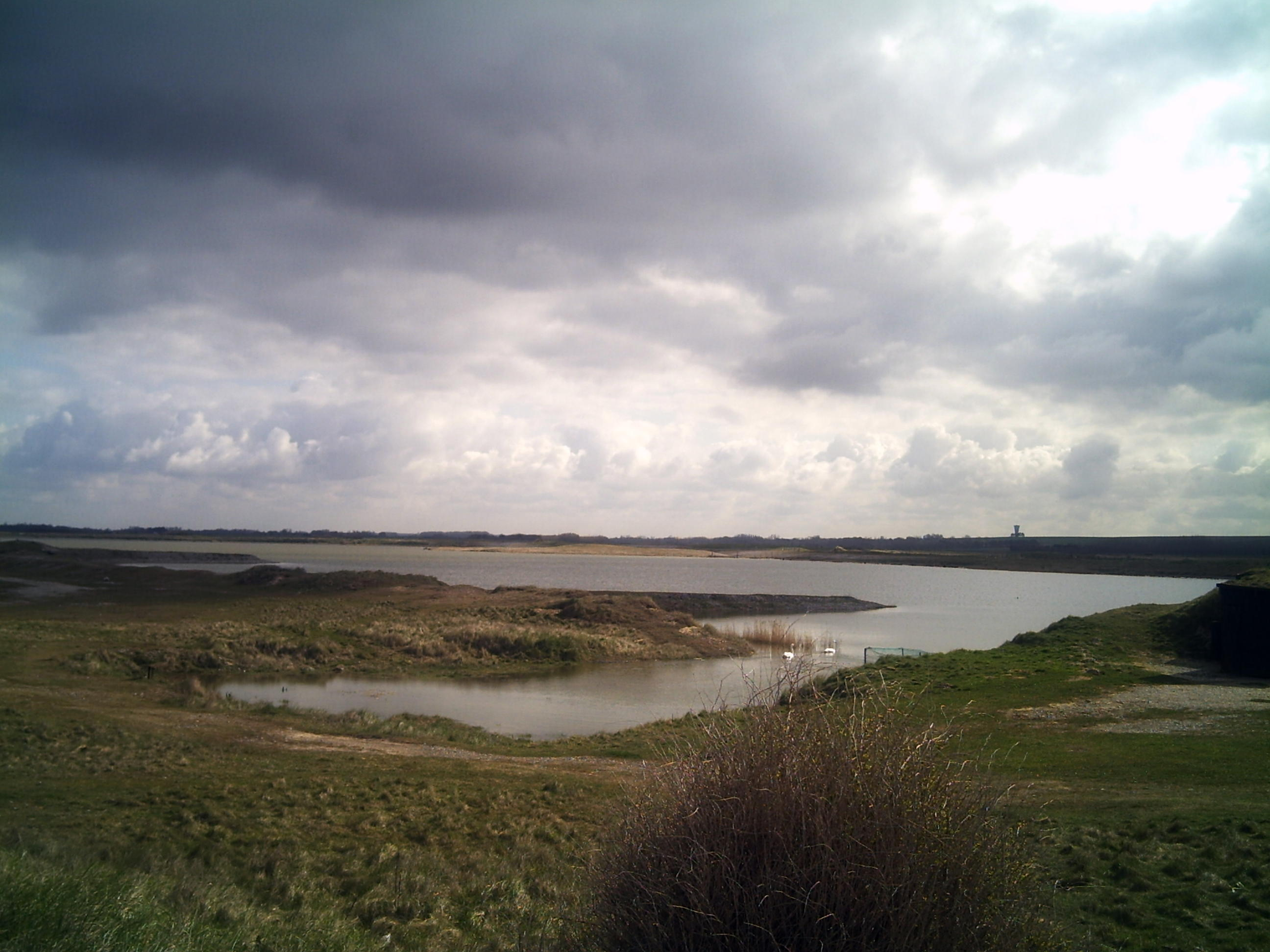
Réserve d'avifaune du Hâble d'Ault
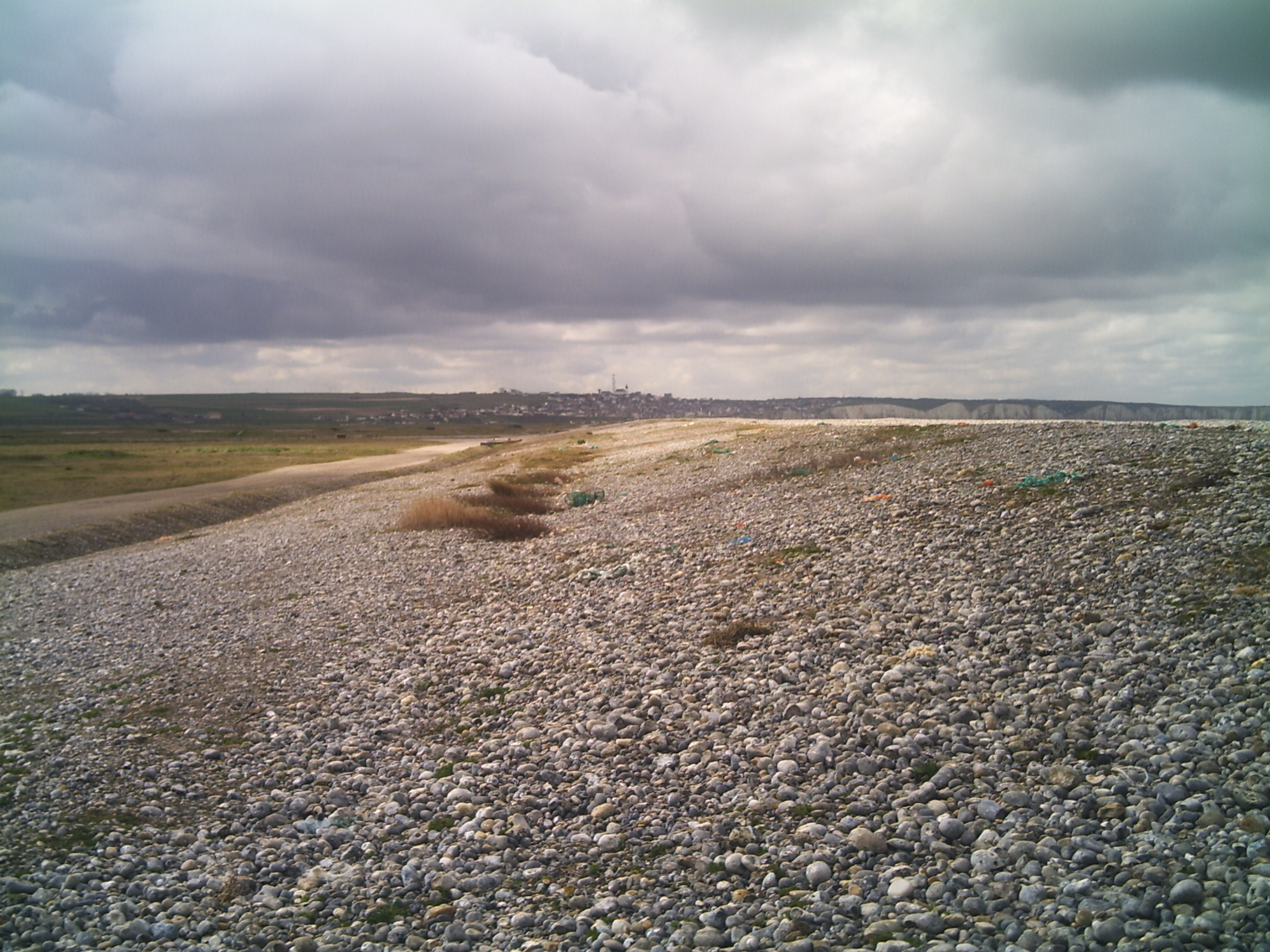
Digue de galets
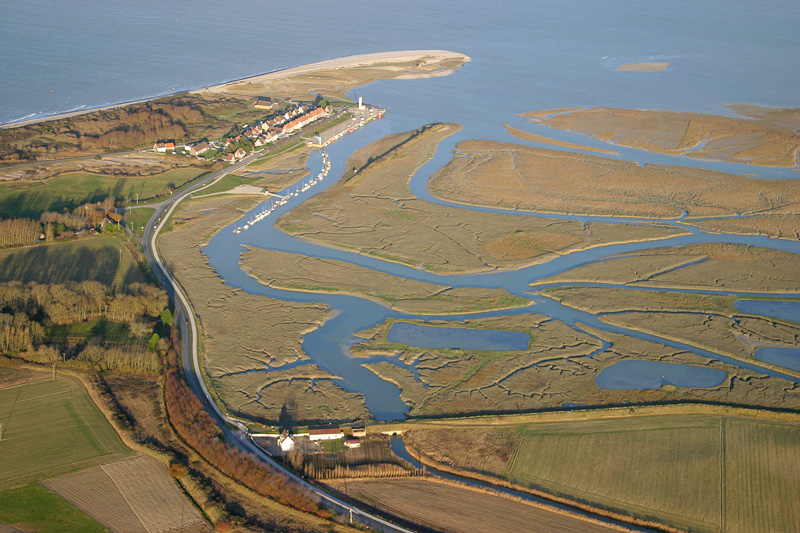
Le poulier du Hourdel

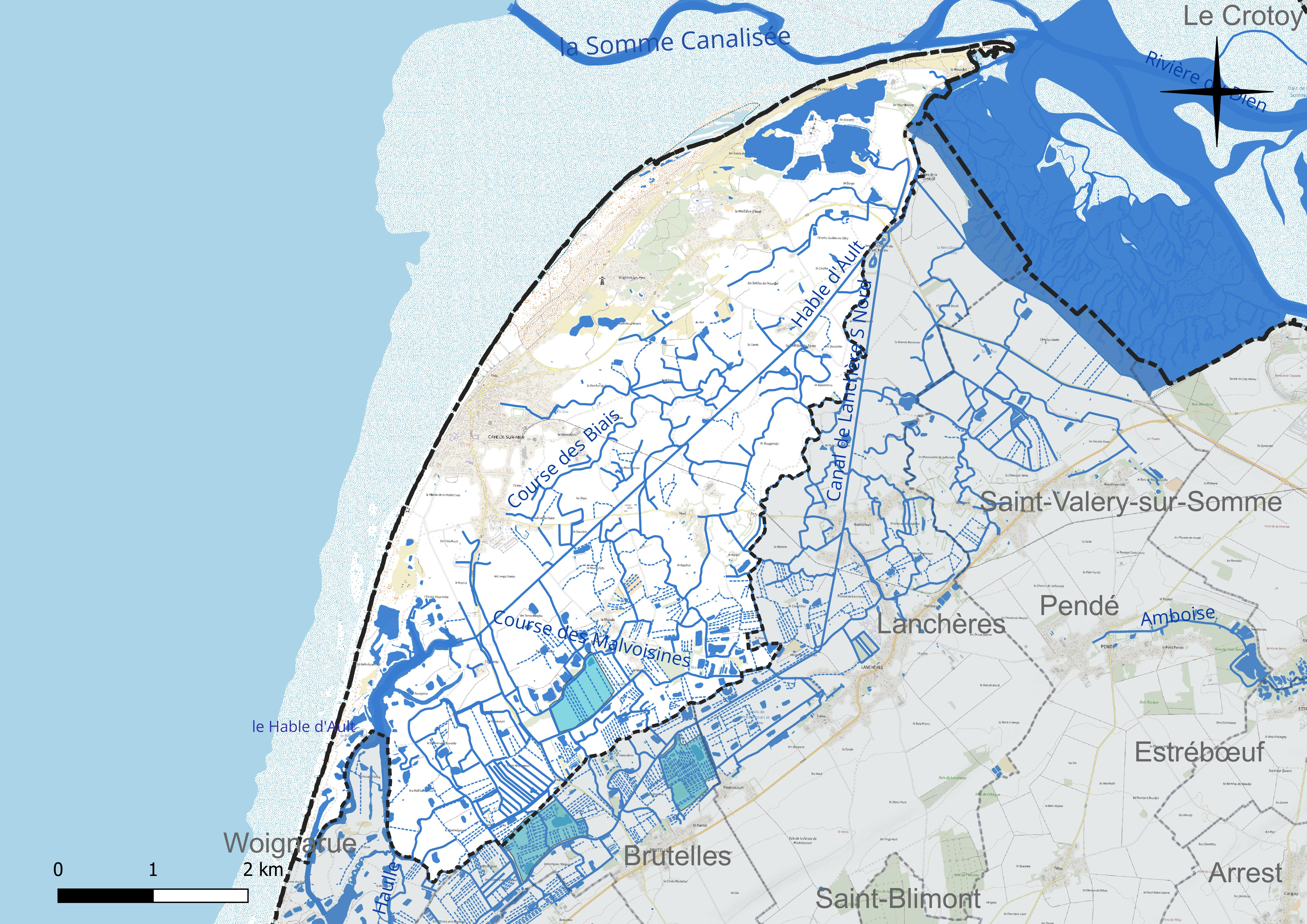
Réseau hydrographique de Cayeux-sur-Mer.

Un plan d'eau complète le réseau hydrographique : le Hable d'Ault (0,9 ha),.

#### Gestion et qualité des eaux
Le territoire communal est couvert par le schéma d'aménagement et de gestion des eaux (SAGE) « Somme aval et Cours d'eau côtiers ». Ce document de planification concerne un territoire de 1 835 km2 de superficie, délimité par le bassin versant de la Somme canalisée. Le périmètre a été arrêté le 29 avril 2010 et le SAGE proprement dit a été approuvé le 6 août 2019. La structure porteuse de l'élaboration et de la mise en œuvre est le syndicat mixte d'aménagement hydraulique du bassin versant de la Somme (AMEVA).
La qualité des cours d'eau peut être consultée sur un site dédié géré par les agences de l'eau et l'Agence française pour la biodiversité.

### Climat
Pour des articles plus généraux, voir Climat des Hauts-de-France et Climat de la Somme.
En 2010, le climat de la commune est de type climat océanique franc, selon une étude du CNRS s'appuyant sur une série de données couvrant la période 1971-2000. En 2020, Météo-France publie une typologie des climats de la France métropolitaine dans laquelle la commune est exposée à un climat océanique et est dans la région climatique Côtes de la Manche orientale, caractérisée par un faible ensoleillement (1 550 h/an) ; forte humidité de l'air (plus de 20 h/jour avec humidité relative > 80 % en hiver), vents forts fréquents.
Pour la période 1971-2000, la température annuelle moyenne est de 10,6 °C, avec une amplitude thermique annuelle de 12,9 °C. Le cumul annuel moyen de précipitations est de 801 mm, avec 12,3 jours de précipitations en janvier et 8,4 jours en juillet. Pour la période 1991-2020, la température moyenne annuelle observée sur la station météorologique installée sur la commune est de 11,4 °C et le cumul annuel moyen de précipitations est de 761,1 mm,. Pour l'avenir, les paramètres climatiques de la commune estimés pour 2050 selon différents scénarios d'émission de gaz à effet de serre sont consultables sur un site dédié publié par Météo-France en novembre 2022.
| Mois                                  | jan.           | fév.           | mars          | avril         | mai           | juin          | jui.        | août          | sep.          | oct.          | nov.          | déc.          | année      |
| ------------------------------------- | -------------- | -------------- | ------------- | ------------- | ------------- | ------------- | ----------- | ------------- | ------------- | ------------- | ------------- | ------------- | ---------- |
| Température minimale moyenne (°C)     | 3              | 2,5            | 4             | 5,6           | 8,8           | 11,8          | 13,7        | 14            | 11,5          | 9,4           | 6,2           | 3,8           | 7,9        |
| Température moyenne (°C)              | 5,4            | 5,3            | 7,4           | 10,1          | 12,9          | 15,9          | 17,9        | 18            | 15,7          | 12,8          | 8,9           | 6,3           | 11,4       |
| Température maximale moyenne (°C)     | 7,8            | 8,1            | 10,8          | 14,6          | 17            | 20            | 22,2        | 22            | 19,9          | 16,2          | 11,7          | 8,8           | 14,9       |
| Record de froid (°C) date du record   | −10,6 07.01.09 | −13,8 12.02.12 | −6,7 13.03.13 | −4,6 07.04.13 | −0,3 15.05.10 | 2 01.06.06    | 6 16.07.19  | 6,8 31.08.11  | 0,4 30.09.18  | −1,3 26.10.10 | −5,2 29.11.10 | −8,3 03.12.10 | −13,8 2012 |
| Record de chaleur (°C) date du record | 16,7 01.01.22  | 18,8 24.02.21  | 23,1 30.03.17 | 25,5 20.04.19 | 28,7 17.05.17 | 35,8 21.06.17 | 41 19.07.22 | 35,4 09.08.20 | 33,7 10.09.23 | 28,5 01.10.11 | 20,6 07.11.15 | 16,3 31.12.22 | 41 2022    |
| Précipitations (mm)                   | 65,8           | 56             | 47            | 33,2          | 49,9          | 50,6          | 55,2        | 80,9          | 55,2          | 86,7          | 90,9          | 89,7          | 761,1      |

### Milieux naturels et biodiversité
Le Bois des Pins ou bois de Brighton est un espace planté de pins dans les années 1950 pour fixer la dune. Le site classé est d'une superficie de 26 hectares.

## Urbanisme

### Typologie
Au 1er janvier 2024, Cayeux-sur-Mer est catégorisée bourg rural, selon la nouvelle grille communale de densité à sept niveaux définie par l'Insee en 2022.
Elle appartient à l'unité urbaine de Cayeux-sur-Mer, une unité urbaine monocommunale constituant une ville isolée,. La commune est en outre hors attraction des villes,.
La commune, bordée par la Manche, est également une commune littorale au sens de la loi du 3 janvier 1986, dite loi littoral. Des dispositions spécifiques d'urbanisme s'y appliquent dès lors afin de préserver les espaces naturels, les sites, les paysages et l'équilibre écologique du littoral, tel le principe d'inconstructibilité, en dehors des espaces urbanisés, sur la bande littorale des 100 mètres, ou plus si le plan local d'urbanisme le prévoit.

### Occupation des sols
L'occupation des sols de la commune, telle qu'elle ressort de la base de données européenne d'occupation biophysique des sols Corine Land Cover (CLC), est marquée par l'importance des territoires agricoles (63,9 % en 2018), en diminution par rapport à 1990 (65,7 %). La répartition détaillée en 2018 est la suivante :
terres arables (41,3 %), prairies (20,1 %), zones humides côtières (9,3 %), zones urbanisées (7,7 %), milieux à végétation arbustive et/ou herbacée (5,7 %), zones humides intérieures (5,1 %), eaux continentales (4,1 %), zones agricoles hétérogènes (2,4 %), espaces ouverts, sans ou avec peu de végétation (1,9 %), eaux maritimes (1,2 %), forêts (1,1 %). L'évolution de l'occupation des sols de la commune et de ses infrastructures peut être observée sur les différentes représentations cartographiques du territoire : la carte de Cassini (XVIIIe siècle), la carte d'état-major (1820-1866) et les cartes ou photos aériennes de l'IGN pour la période actuelle (1950 à aujourd'hui).

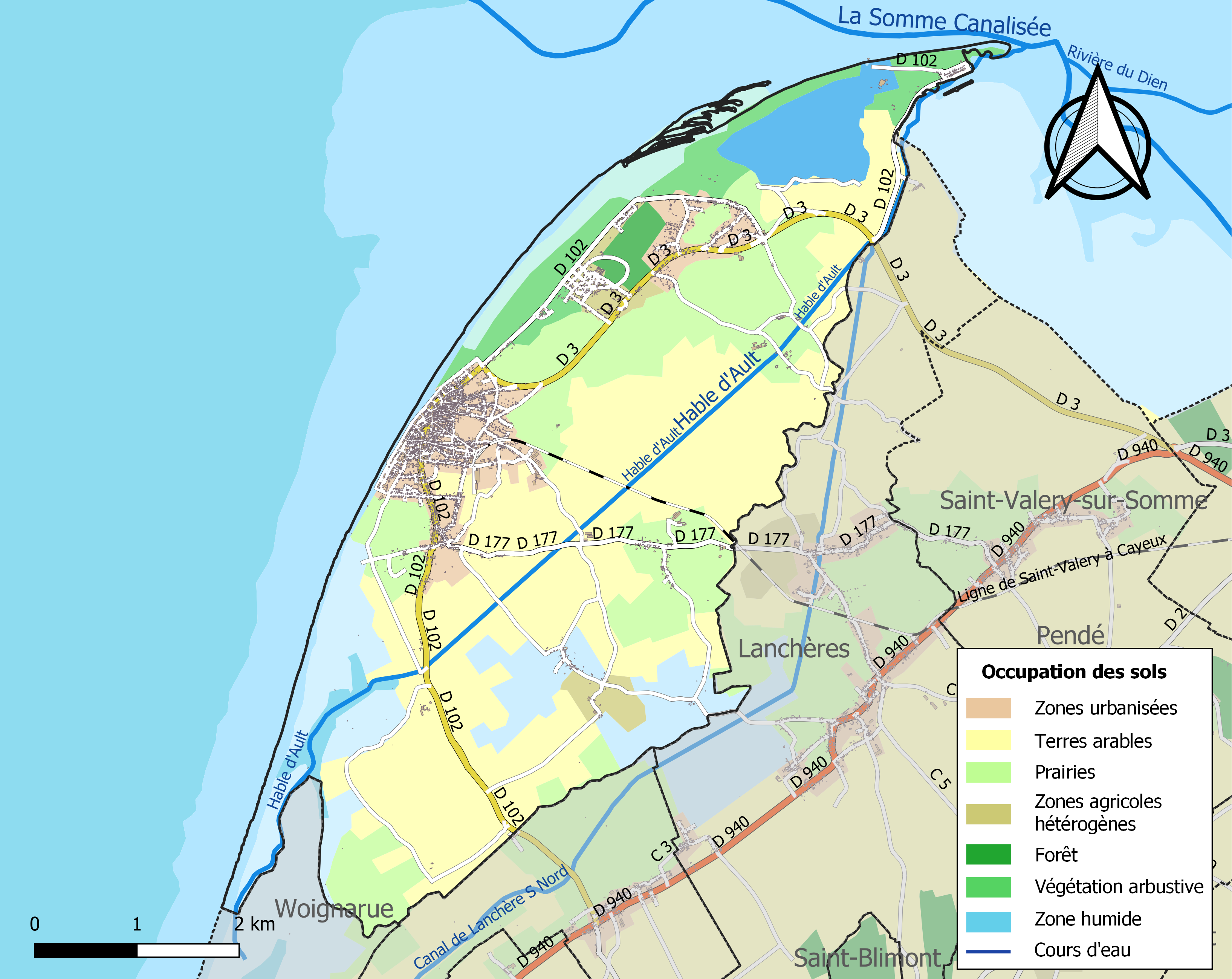
Carte des infrastructures et de l'occupation des sols de la commune en 2018 (CLC).

### Lieux-dits, hameaux et écarts
La commune est composée de plusieurs agglomérations :
- Cayeux,
- Brighton-les-Pins,
- Le Hourdel,
- La Mollière.

### Habitat et logement
En 2019, le nombre total de logements dans la commune était de 3 622, alors qu'il était de 3 524 en 2014 et de 3 860 en 2009.
Parmi ces logements, 33,8 % étaient des résidences principales, 59,1 % des résidences secondaires et 7,2 % des logements vacants. Ces logements étaient pour 74,7 % d'entre eux des maisons individuelles et pour 22 % des appartements.
Le tableau ci-dessous présente la typologie des logements à Cayeux-sur-Mer en 2019 en comparaison avec celle de la Somme et de la France entière. Une caractéristique marquante du parc de logements est ainsi une proportion de résidences secondaires et logements occasionnels (59,1 %) très supérieure à celle du département (8,3 %) et à celle de la France entière (9,7 %). Concernant le statut d'occupation de ces logements, 67,2 % des habitants de la commune sont propriétaires de leur logement (67,7 % en 2014), contre 60,2 % pour la Somme et 57,5 pour la France entière.
| Typologie                                               | Cayeux-sur-Mer | Somme | France entière |
| ------------------------------------------------------- | -------------- | ----- | -------------- |
| Résidences principales (en %)                           | 33,8           | 83,2  | 82,1           |
| Résidences secondaires et logements occasionnels (en %) | 59,1           | 8,3   | 9,7            |
| Logements vacants (en %)                                | 7,2            | 8,5   | 8,2            |

### Voies de communication et transports
Cayeux est desservie par les routes départementales RD3, RD102 et RD177 qui permettent de rejoindre la RD940, anciennement dénommée route nationale 40. L'autoroute A16 se trouve à 27 km de la commune.
En 2019, la localité est desservie par les lignes d'autocars no 5 (Cayeux - Friville-Escarbotin - Abbeville), no 6 (Cayeux - Saint-Valery - Abbeville) et no 7 (Lanchères - Friville) du réseau Trans'80, Hauts-de-France, chaque jour de la semaine sauf le dimanche et les jours fériés.

### Risques naturels et technologiques
La commune présente un risque de submersion marine.

## Toponymie
La toponymie est attestée sous les formes suivantes : Caldis au VIIIe siècle ; Caio de 1076 à 1092 ; Caiou en 1121 ; Caiodo en 1168 ; Caieu en 1173, Caieu-sur-la-Mer en 1507 ; Caieux et Cayeux en 1513 ; Cayeux-sur-la-Mer en 1547 ; Cayeu-sur-la-Mer en 1567 ; Cayen en 1592 ; Roc de Cayeux en 1610 ; Pays et roc de Cayeux en 1610 ; Cayeux-sur-Mer en 1836.
Sur les digues de Cayeux-sur-Mer, le ramassage à la main des galets constituait à la fin du XIXe siècle l'une des rares activités industrielles de la baie de Somme.

## Histoire

### Moyen Âge
Les premières mentions écrite de Cayeux datent de 1005. À cette époque, Richard Ier, duc de Normandie, voulant se rendre maître de Saint-Valery, descend sur la côte du territoire où il se dirige vers Pendé, pour attaquer par les hauteurs.
Adelis de Bavelinghem, héritière de Bavelinghem, se marie avec Arnould de Caieu, chevalier, renommé pour sa valeur, qui en 1196 avec Adelis, confirme une donation faite par Hugues de Bavelinghem, père d'Adelis, à l'abbaye Saint-Médard d'Andres. Arnould, à la fin de sa vie, y prend l'habit religieux et donne une partie du marais de Balinghem et une somme de vingt marcs à l'abbaye, ce que confirme l'évêque de Thérouanne Lambert de Bruges,. Le couple a trois enfants : Anselme, Guillaume et Arnould de Caieu.
Au XIIe siècle, le seigneur Renier de Boulogne, qui accumule les exactions envers les paysans, fait l'objet d'une battue de la part de ses vilains, acculé dans une carrière et est lapidé.
La construction de l'église, en hommage à saint Pierre, le « prince des apôtres » date du XIIe siècle. Elle se situe au sud de Cayeux, à côté du cimetière dans le quartier de La Vieille Église. L'actuelle église, du même nom, est  construite plus au nord, et consacrée le 3 août 1902.
En 1426, le comte de Guise Jean de Luxembourg, épouse Catherine de Mammetz qui devient la dame de Cayeux, En 1475, le roi Louis XI, qui ne souhaite pas donner la ville au duc de Bourgogne, Charles le Téméraire, la fait incendier.

### Époque moderne
En janvier 1547, la ville et sa paroisse bénéficient de privilèges, franchises et libertés octroyés par le roi de France, Henri II.
Plusieurs incendies réduisent en cendres la ville en 1653 et en 1727.

### Époque contemporaine
En 1837, Victor Hugo décrit Cayeux ainsi : 

« ...enfoui dans les sables dans un paysage sauvage où rien ne rappelle la vie dont nous vivons ou le monde auquel nous tenons... »

Dans la seconde moitié du XIXe siècle, le tourisme balnéaire se développe à Cayeux-sur-Mer. Les Britanniques en sont à l'origine comme en témoigne la création du hameau de Brighton, station balnéaire créée ex nihilo, entre Cayeux et Le Hourdel à la fin du siècle, stimulée par l'ouverture de la ligne de chemin de fer secondaire  reliant Cayeux à Saint-Valery-sur-Somme. Brighton, à ses débuts est une station de luxe qu'on appelle alors « New-Brighton », puis Brighton-les-Pins. Des villas, hôtels et casino sont construits.
La ville est desservie de 1887 à 1972 par les Chemins de fer départementaux de la Somme, une compagnie de chemin de fer d'intérêt local à voie métrique. La ligne est désormais exploitée comme une ligne de chemin de fer touristique par le Chemin de fer de la baie de Somme.

Cayeux au tout début du XXe siècle
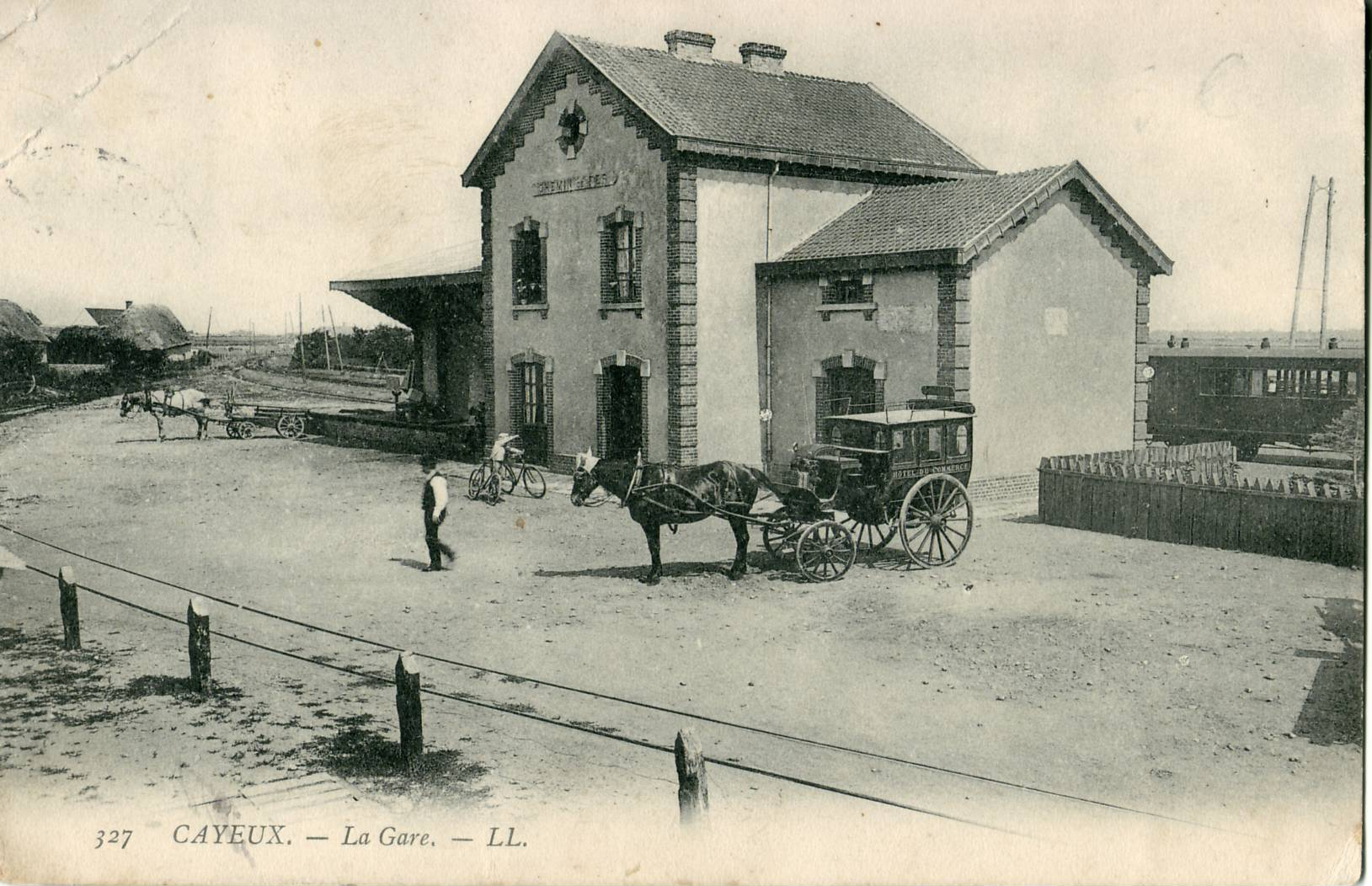
La gare de Cayeux
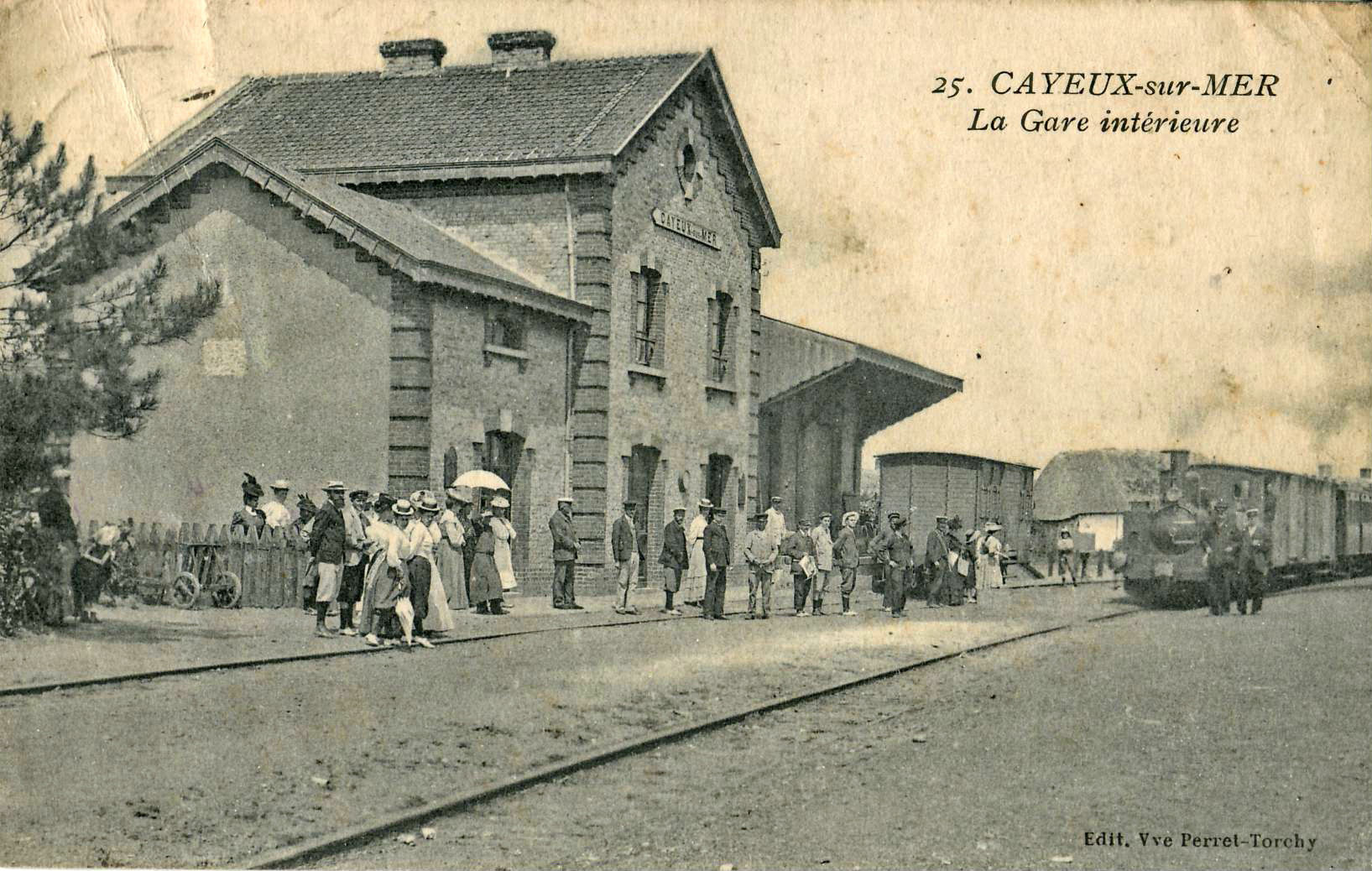
Intérieur de la gare.
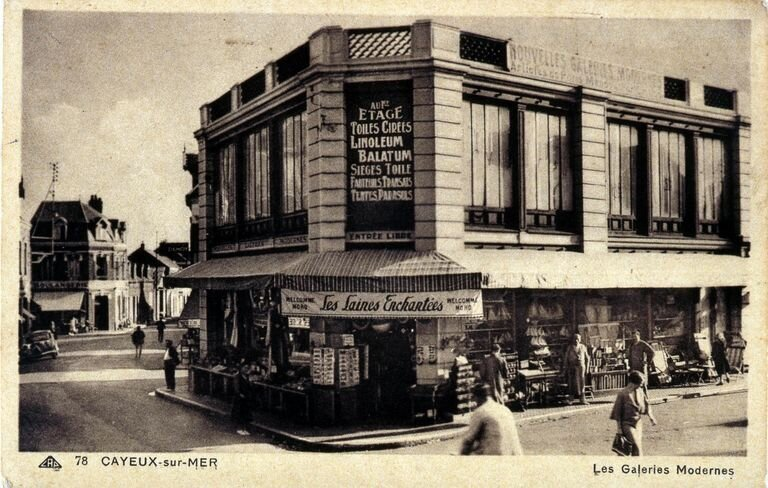
Les Nouvelles galeries modernes

Au cours de la Première Guerre mondiale, le gouvernement français met en place une série de maisons de prostitution pour les soldats stationnés dans la région, rapidement utilisées également par les soldats britanniques à partir de décembre 1917.
En 1939, au début de la Seconde Guerre mondiale, un lycée provisoire est créé au sein du casino, où enseigne notamment la résistante Renée Lévy.
Le phare, tour métallique en place depuis 1835, est détruit en août 1944 par les Allemands.

## Politique et administration

### Rattachements administratifs et électoraux
Rattachements administratifs
La commune se trouve dans l'arrondissement d'Abbeville du département de la Somme.
Elle faisait partie depuis 1793 du canton de Saint-Valery-sur-Somme. Dans le cadre du redécoupage cantonal de 2014 en France, cette circonscription administrative territoriale a disparu, et le canton n'est plus qu'une circonscription électorale.
Rattachements électoraux
Pour les élections départementales, la commune fait partie depuis 2014 du canton de Friville-Escarbotin
Pour l'élection des députés, elle fait partie de la troisième circonscription de la Somme.

### Intercommunalité
Cayeux-sur-Mer était membre de la communauté de communes Baie de Somme Sud, un établissement public de coopération intercommunale (EPCI) à fiscalité propre créée fin 1997.
Dans le cadre des dispositions de la loi portant nouvelle organisation territoriale de la République du 7 août 2015, qui prévoit que les établissements publics de coopération intercommunale (EPCI) à fiscalité propre doivent avoir un minimum de 15 000 habitants, cette intercommunalité fusionne avec ses voisines pour former, le 1er janvier 2017, la communauté d'agglomération de la Baie de Somme, dont est désormais membre Cayeux-sur-Mer.

### Administration municipale
Compte tenu de l'importance de la population, le Conseil municipal est composé de 23 membres conformément aux dispositions de l'article L2121-2 du code général des collectivités territoriales.

### Liste des maires
| Période                                  | Période                       | Identité               | Étiquette           | Qualité |
| ---------------------------------------- | ----------------------------- | ---------------------- | ------------------- | --- |
| 1908                                     | 1940                          | Anatole Mopin          | Républicain radical | |
| février 1941                             | décembre 1941                 | Marcel Marcassin       |                     | |
| décembre 1941                            |                               | Victor Sanson          |                     | Président de la délégation spéciale |
| Les données manquantes sont à compléter. |                               |                        |                     | |
| mars 1965                                | août 1975                     | Général Robert Sizaire | DVG puis MDSF       | Général à la retraite Décédé en fonction |
| septembre 1975                           | mars 1977                     | Alphonse Marseille     | Rad.                | |
| mars 1977                                | mars 1983                     | Henri Heinemann        | CIR puis PS         | Professeur de collège |
| mars 1983                                | 1990                          | Alphonse Marseille     | Rad.                | Démissionnaire |
| 1991                                     | juin 1995                     | Christian Obré         | PS                  | |
| juin 1995                                | mars 2008                     | Yvonne Perruchot       | RPR puis UMP        | Proviseur de lycée retraitée |
| mars 2008                                | 20 octobre 2012               | Yves Masset            | SE                  | Ancien officier de marine. Décédé en fonction |
| février 2013                             | avril 2014                    | Bernard Blouin         | SE                  | |
| avril 2014,                              | En cours (au 18 janvier 2023) | Jean-Paul Lecomte      | SE                  | Cadre Vice-président de la CC Baie de Somme Sud (2014 → 2016) Vice-président de la CA de la Baie de Somme (2020 →) Réélu pour le mandat 2020-2026 |

### Tendances politiques et résultats
| Scrutin              | 1er tour | 1er tour | 1er tour | 1er tour | 1er tour | 1er tour | 1er tour | 1er tour | 1er tour | 1er tour | 1er tour | 1er tour |     | 2e tour | 2e tour | 2e tour | 2e tour | 2e tour | 2e tour | 2e tour | 2e tour | 2e tour |
| Scrutin              | 1er      | 1er      | %        | 2e       | 2e       | %        | 3e       | 3e       | %        | 4e       | 4e       | %        | 1er | 1er     | %       | 2e      | 2e      | %       | 3e      | 3e      | %       |         |
| -------------------- | -------- | -------- | -------- | -------- | -------- | -------- | -------- | -------- | -------- | -------- | -------- | -------- | --- | ------- | ------- | ------- | ------- | ------- | ------- | ------- | ------- | ------- |
| Municipales 2020     |          | SE       | 67,58    |          | DVD      | 32,41    |          |          |          |          |          |          |     |         |         |         |         |         |         |         |         |         |
| Départementales 2021 |          | DVG      | 57,11    |          | UCD      | 23,71    |          | RN       | 11,06    |          | UGE      | 8,11     |     | UCD     | 57,29   |         | UGE     | 42,71   |         |         |         |         |
| Régionales 2021      |          | UCD      | 50,06    |          | RN       | 22,11    |          | UGE      | 11,99    |          | LREM     | 8,69     |     | UCD     | 60,20   |         | RN      | 23,56   |         | UGE     | 16,23   |         |
| Présidentielle 2022  |          | RN       | 35,47    |          | LREM     | 26,26    |          | LFI      | 13,94    |          | REC      | 7,65     |     | RN      | 54,78   |         | LREM    | 45,22   |         |         |         |         |
| Législatives 2022    |          | RN       | 32,74    |          | LR       | 21,89    |          | LREM     | 20,38    |          | PCF      | 16,51    |     | LR      | 52,52   |         | RN      | 47,48   |         |         |         |         |
| Européennes 2024     |          | RN       | 37,74    |          | DVD      | 19,00    |          | RE       | 12,87    |          | PS       | 6,74     |     |         |         |         |         |         |         |         |         |         |
| Législatives 2024    |          | RN       | 47,00    |          | LR       | 29,00    |          | PCF      | 16,21    |          | HOR      | 5,93     |     | RN      | 52,35   |         | LR      | 47,65   |         |         |         |         |

### Politique de développement durable
Une expertise écologique a été mise en œuvre par le comité national de la charte professionnelle des producteurs de granulats en mai 1997. Elle a pour but de limiter les impacts environnementaux sur les zones humides issues de l'exploitation de carrières.

### Distinctions et labels
En novembre 2019, la ville obtient directement deux fleurs pour sa première participation au concours des villes et villages fleuris,.
Les zones humides locales constituent une partie du site Ramsar de la Baie de Somme et des marais arrière-littoraux (28 communes) dont l'avifaune atteint 365 espèces d'oiseaux sur plus de 19 000 hectares.

## Équipements et services publics

### Enseignement
Cayeux-sur-Mer est située dans l'académie d'Amiens. La ville administre une école maternelle et une école élémentaire communales. Les Cayolais disposent également d'une école primaire d'enseignement privé : l'école Saint-Joseph.
Le collège le plus proche est localisé à Saint-Valery-sur-Somme, le lycée (général et technologique, professionnel) le plus proche, à Friville-Escarbotin.

### Santé
Trois médecins exercent leur activité dans la ville[Quand ?]. Le centre hospitalier le plus rapproché est situé à Abbeville.

### Justice, sécurité, secours et défense
Cayeux-sur-Mer dispose d'un poste saisonnier de gendarmerie et d'une caserne de pompiers.
Dans le domaine judiciaire, les juridictions compétentes pour la commune sont le tribunal judiciaire d'Amiens, le tribunal de proximité d'Abbeville et le conseil de Prud'hommes d'Abbeville.

## Population et société

### Démographie

#### Évolution démographique
L'évolution du nombre d'habitants est connue à travers les recensements de la population effectués dans la commune depuis 1793. Pour les communes de moins de 10 000 habitants, une enquête de recensement portant sur toute la population est réalisée tous les cinq ans, les populations de référence des années intermédiaires étant quant à elles estimées par interpolation ou extrapolation. Pour la commune, le premier recensement exhaustif entrant dans le cadre du nouveau dispositif a été réalisé en 2006.

En 2022, la commune comptait 2 344 habitants, en évolution de −5,9 % par rapport à 2016 (Somme : −1,26 %, France hors Mayotte : +2,11 %).
| 1793  | 1800  | 1806  | 1821  | 1831  | 1836  | 1841  | 1846  | 1851  |
| ----- | ----- | ----- | ----- | ----- | ----- | ----- | ----- | ----- |
| 2 300 | 1 905 | 2 472 | 2 299 | 2 549 | 2 637 | 2 796 | 2 900 | 2 882 |

| 1856  | 1861  | 1866  | 1872  | 1876  | 1881  | 1886  | 1891  | 1896  |
| ----- | ----- | ----- | ----- | ----- | ----- | ----- | ----- | ----- |
| 2 835 | 2 868 | 3 026 | 3 003 | 3 021 | 3 178 | 3 285 | 3 317 | 3 471 |

| 1901  | 1906  | 1911  | 1921  | 1926  | 1931  | 1936  | 1946  | 1954  |
| ----- | ----- | ----- | ----- | ----- | ----- | ----- | ----- | ----- |
| 3 621 | 3 659 | 3 692 | 3 457 | 3 266 | 3 163 | 3 122 | 2 676 | 2 521 |

| 1962  | 1968  | 1975  | 1982  | 1990  | 1999  | 2006  | 2011  | 2016  |
| ----- | ----- | ----- | ----- | ----- | ----- | ----- | ----- | ----- |
| 2 724 | 2 750 | 2 862 | 2 649 | 2 856 | 2 781 | 2 739 | 2 660 | 2 491 |

| 2021  | 2022  | - | - | - | - | - | - | - |
| ----- | ----- | - | - | - | - | - | - | - |
| 2 377 | 2 344 | - | - | - | - | - | - | - |

#### Pyramide des âges
La population de la commune est relativement âgée.
En 2018, le taux de personnes d'un âge inférieur à 30 ans s'élève à 23,7 %, soit en dessous de la moyenne départementale (36,4 %). À l'inverse, le taux de personnes d'âge supérieur à 60 ans est de 39,7 % la même année, alors qu'il est de 26,0 % au niveau départemental.
En 2018, la commune comptait 1 167 hommes pour 1 295 femmes, soit un taux de 52,60 % de femmes, légèrement supérieur au taux départemental (51,49 %).
Les pyramides des âges de la commune et du département s'établissent comme suit.
| Hommes | Classe d’âge | Femmes |
| ------ | ------------ | ------ |
| 1,1    | 90 ou +      | 2,5    |
| 10,4   | 75-89 ans    | 16,5   |
| 23,5   | 60-74 ans    | 25,0   |
| 25,3   | 45-59 ans    | 22,5   |
| 13,9   | 30-44 ans    | 11,8   |
| 13,9   | 15-29 ans    | 11,4   |
| 11,8   | 0-14 ans     | 10,4   |

| Hommes | Classe d’âge | Femmes |
| ------ | ------------ | ------ |
| 0,6    | 90 ou +      | 1,8    |
| 6,7    | 75-89 ans    | 9,4    |
| 17,2   | 60-74 ans    | 18,1   |
| 19,8   | 45-59 ans    | 19,1   |
| 18,2   | 30-44 ans    | 17,5   |
| 19,4   | 15-29 ans    | 18     |
| 18,2   | 0-14 ans     | 16,2   |

### Sports et loisirs
Outre les activités de plage, la municipalité propose durant l'été des animations pour permettre la pratique des sports les plus courants, des randonnées guidées au cœur de la ville, des stages de voile et de kitesurf et des randonnées cyclistes ou équestres.
Il existe également plusieurs associations et clubs sportifs dans les domaines du triathlon, du tennis (la ville compte ainsi quatre terrains sur terre battue et d'autres aires permettant la pratique de ce loisir) et de la voile, grâce à l'Association pour la Promotion de la Voile en Picardie (APVP).

### Cultes
Le culte catholique est célébré en l'église Saint-Pierre qui dépend du diocèse d'Amiens.

## Économie

### Agriculture
La commune du Cayeux-sur-Mer possède un label appellation d'origine contrôlée (AOC) grâce à une viande d'agneau (prés salés de la baie de Somme).

### Pêche et industrie
Sur les digues de Cayeux-sur-Mer, le ramassage à la main des galets constituait à la fin du XIXe siècle l'une des rares activités industrielles de la baie de Somme. Convoyés jusqu'au port de Saint-Valery-sur-Somme, ces silex bleus et blancs, de forme arrondie, étaient ensuite transportés par bateau en Grande-Bretagne. Avant la Seconde Guerre mondiale, on pouvait voir des ouvriers transportant plusieurs tonnes de pierrailles par jour, à dos d'homme, par ballots successifs.
Seul gisement d'Europe de galets de mer, il est mondialement connu des spécialistes pour son taux de silice qui atteint 99 %. Le métier existe encore et deux entreprises de Cayeux continuent à exploiter les silices de mer. L'une d'elles, la société Silmer, calcine les galets à 1 600 °C pour les réduire ensuite en poudre blanche, très résistante, utilisés dans les travaux de voirie comme dans la fabrication des pâtes abrasives. Pour sa part, la firme Delarue-Levasseur sélectionne des galets sans défaut, de taille semblable, employés pour la décoration urbaine ou comme agents de résistance dans les broyeurs. Les derniers ramasseurs de la baie, une dizaine, sillonnent la grève par tous les temps, sauf pendant les grands froids qui gèlent les pierres et les collent ensemble. C'est la mer qui décide du succès de la récolte. Par vent de nord-ouest, elle apporte son lot de cailloux polis qu'elle peut ramener au large, dès le lendemain, sur un coup de tempête.

## Culture locale et patrimoine

### Lieux et monuments
Cayeux-sur-Mer est une grande station balnéaire avec sa plage bordée de cabines caractéristiques. Le chemin de planches, bordé d'environ 400 cabines colorées et long de 2 km, offre un cadre agréable pour la promenade, la détente. Il est considéré comme le plus long d'Europe. Plus loin vers le nord se trouve Le Hourdel, petit port de pêche en baie de Somme. Il permet pour les bateaux de rejoindre l'estuaire et abrite depuis 1830 un port de pêche.
La maison de la baie de Somme se situe entre la commune et Saint-Valery-sur-Somme. On y trouve près de 250 espèces d'oiseaux migrateurs ainsi que des phoques dans leur milieu naturel.
Les zones humides locales constituent une partie du site Ramsar de la Baie de Somme et des marais arrière-littoraux (28 communes) dont l'avifaune atteint 365 espèces d'oiseaux sur plus de 19 000 hectares.

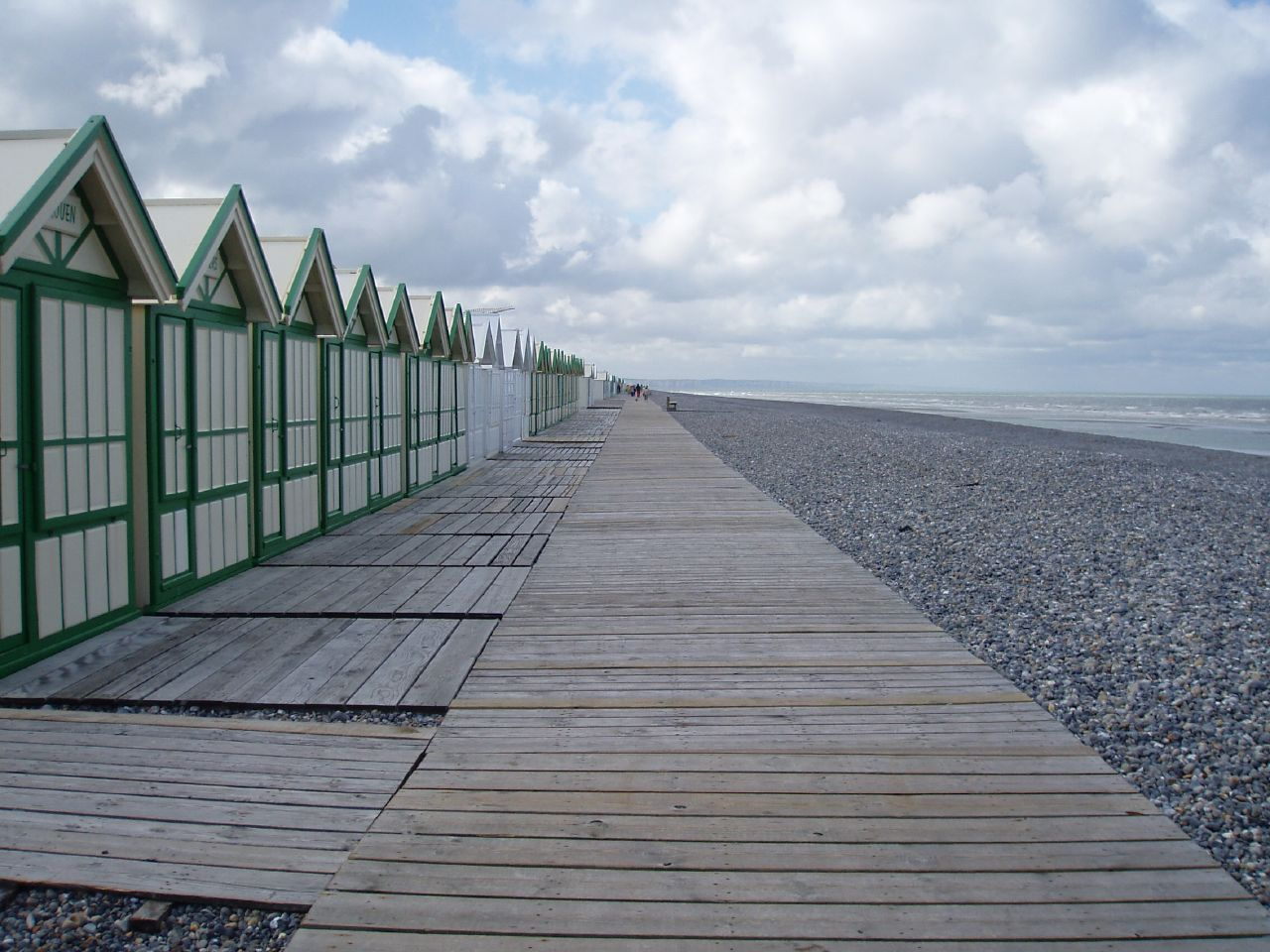
Chemin de planche de Cayeux.
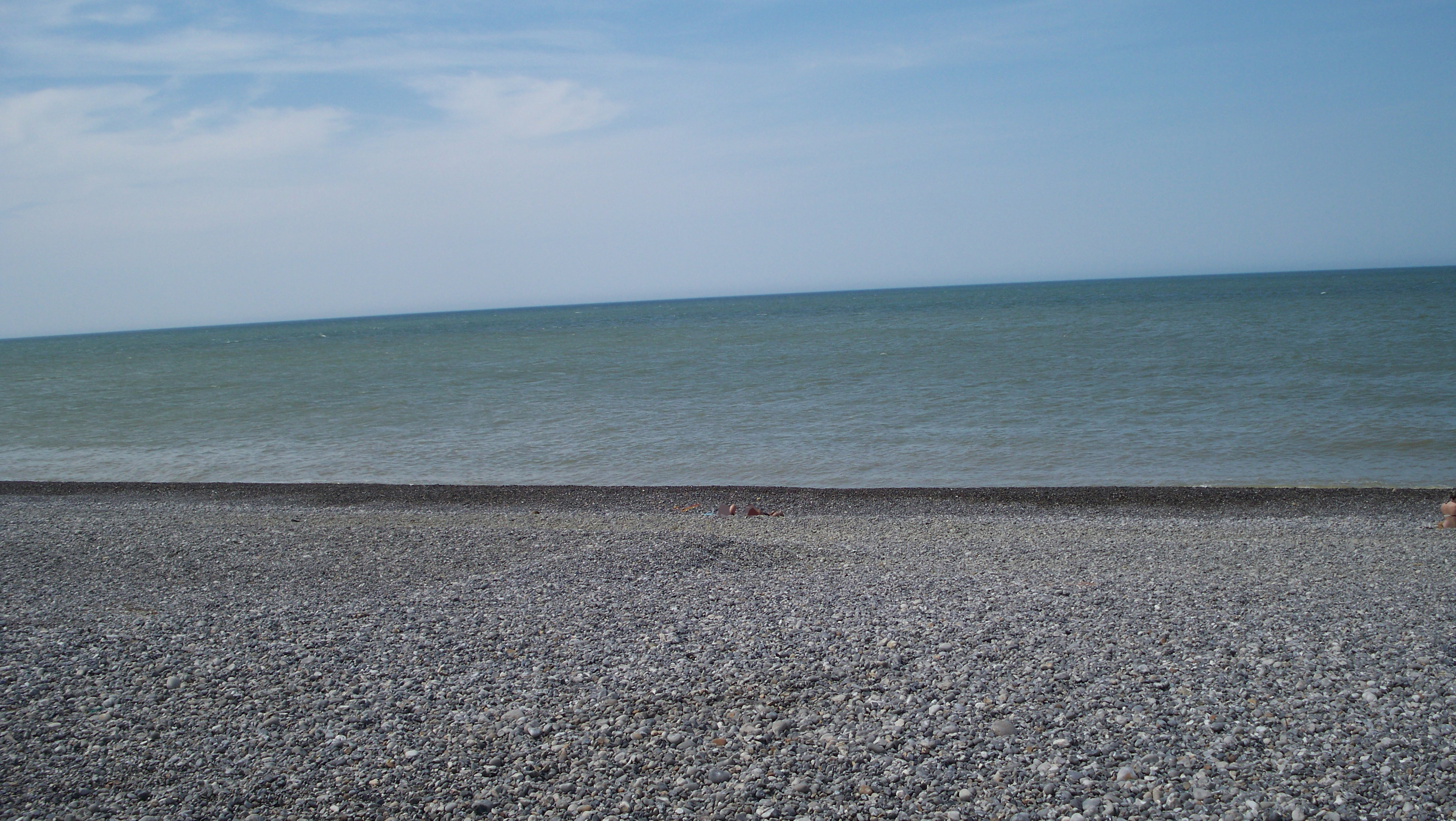
La plage à marée haute.
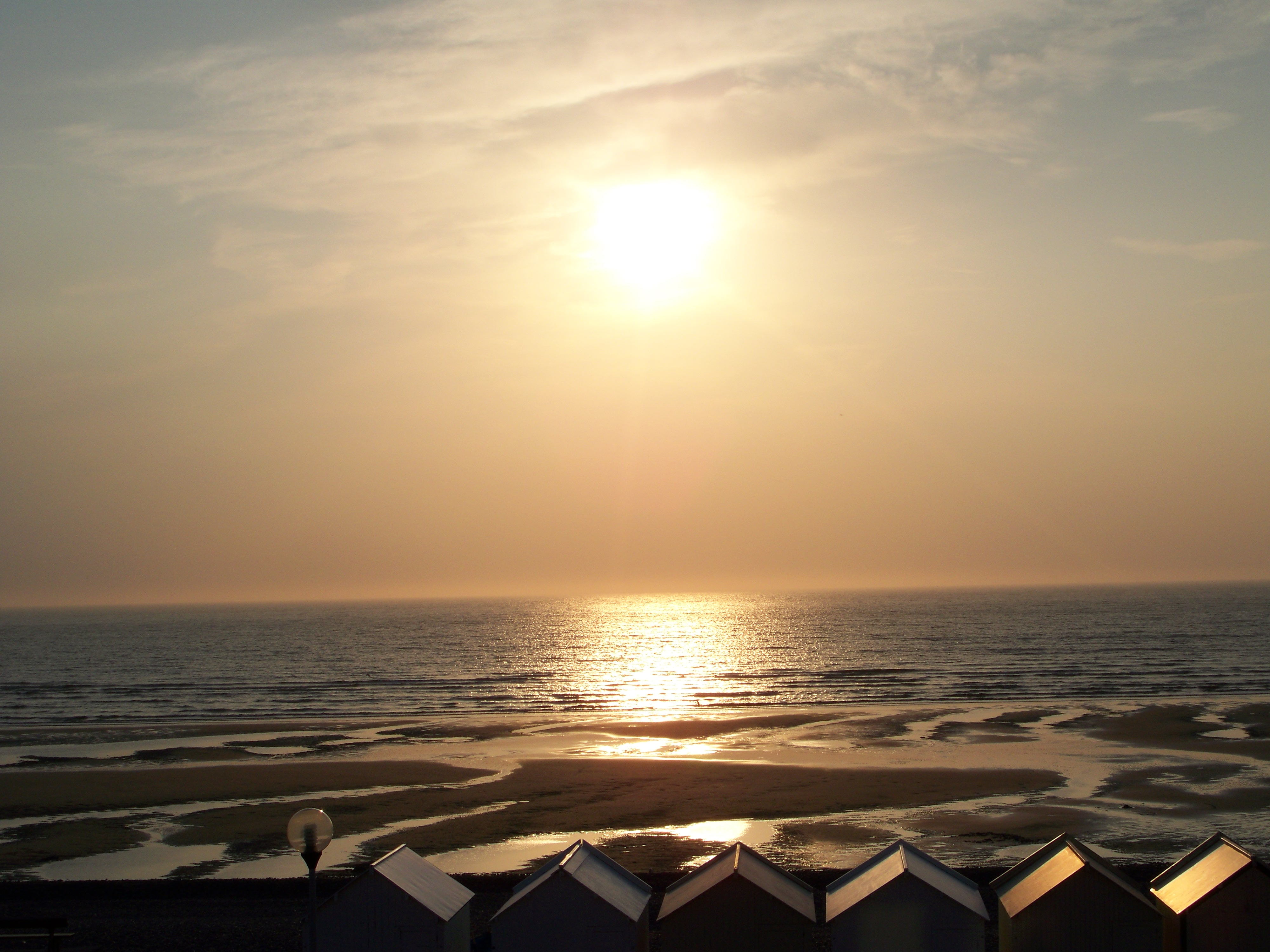
Un début de coucher de soleil.
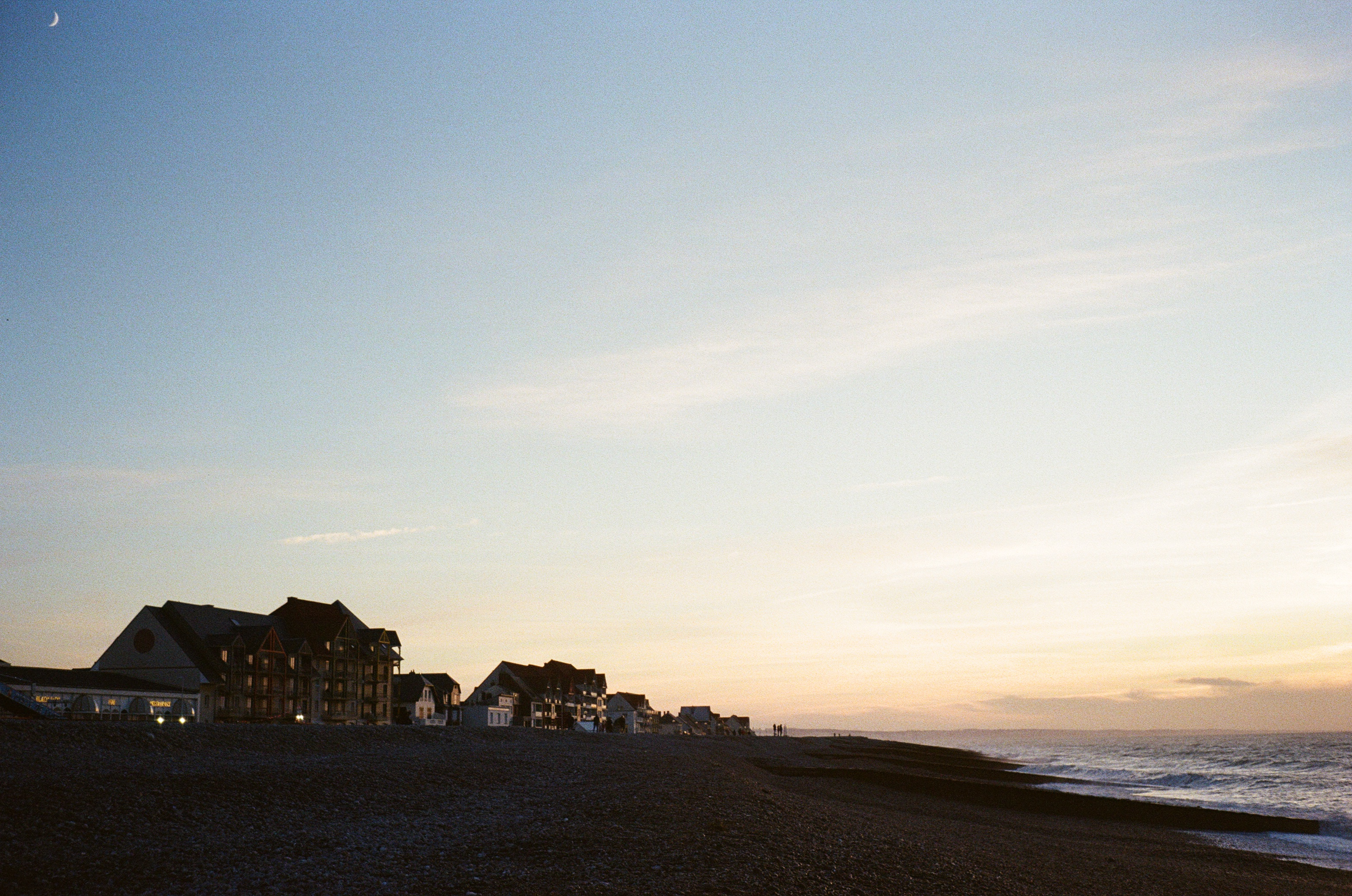
Vue du front de mer de Cayeux-sur-Mer au crépuscule

- Gare de Cayeux-sur-Mer-Brighton-Plage. La commune est le terminus de la ligne touristique du Chemin de fer de la baie de Somme reliant Le Crotoy - Noyelles-sur-Mer - Saint-Valery-sur-Somme et Cayeux-sur-Mer. La gare de Cayeux-sur-Mer-Brighton-Plage est située au sud de la commune.
- Mairie, édifice en brique avec les ouvertures encadrées de pierre blanche. Elle s'élève sur deux niveaux. Le second niveau de la partie centrale est agrémenté d'un balcon avec grille en fer forgé. Elle est décorée d'un fronton avec horloge. Un clocheton surmonte la toiture.
- Phare de Cayeux, mis en service en septembre 1951, l'ancien ayant été détruit par les troupes allemandes le 31 août 1944. Il mesure 28 m de hauteur.
- Église Saint-Pierre. L'église actuelle de Cayeux-sur-Mer date du 3 août 1902 et ses orgues de 1913[78]. Elle dispose de remarquables vitraux et statues.
- Chapelle Notre-Dame de la mer.
- Motte féodale ronde de plus de 6 m de hauteur et sa basse-cour. C'est à cet emplacement que se dressait le château fort des seigneurs de Cayeux qui fut démantelé en 1475. En 1942, les troupes allemandes rasèrent ce qui subsistait de la tour et créèrent des abris souterrains sous la motte et installèrent à son sommet, au sud-est des fondations de la tour, une pièce d'artillerie dans un épaulement circulaire[79].

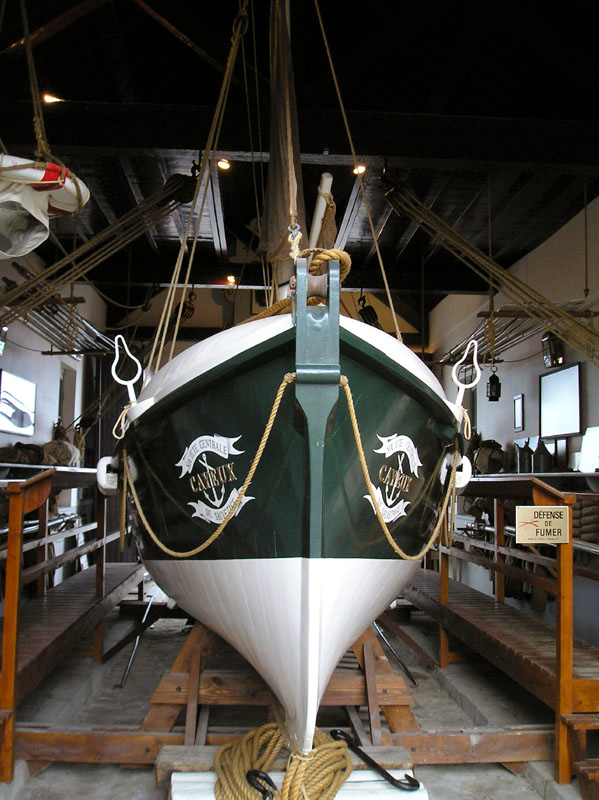
Le Benoît-Champy.
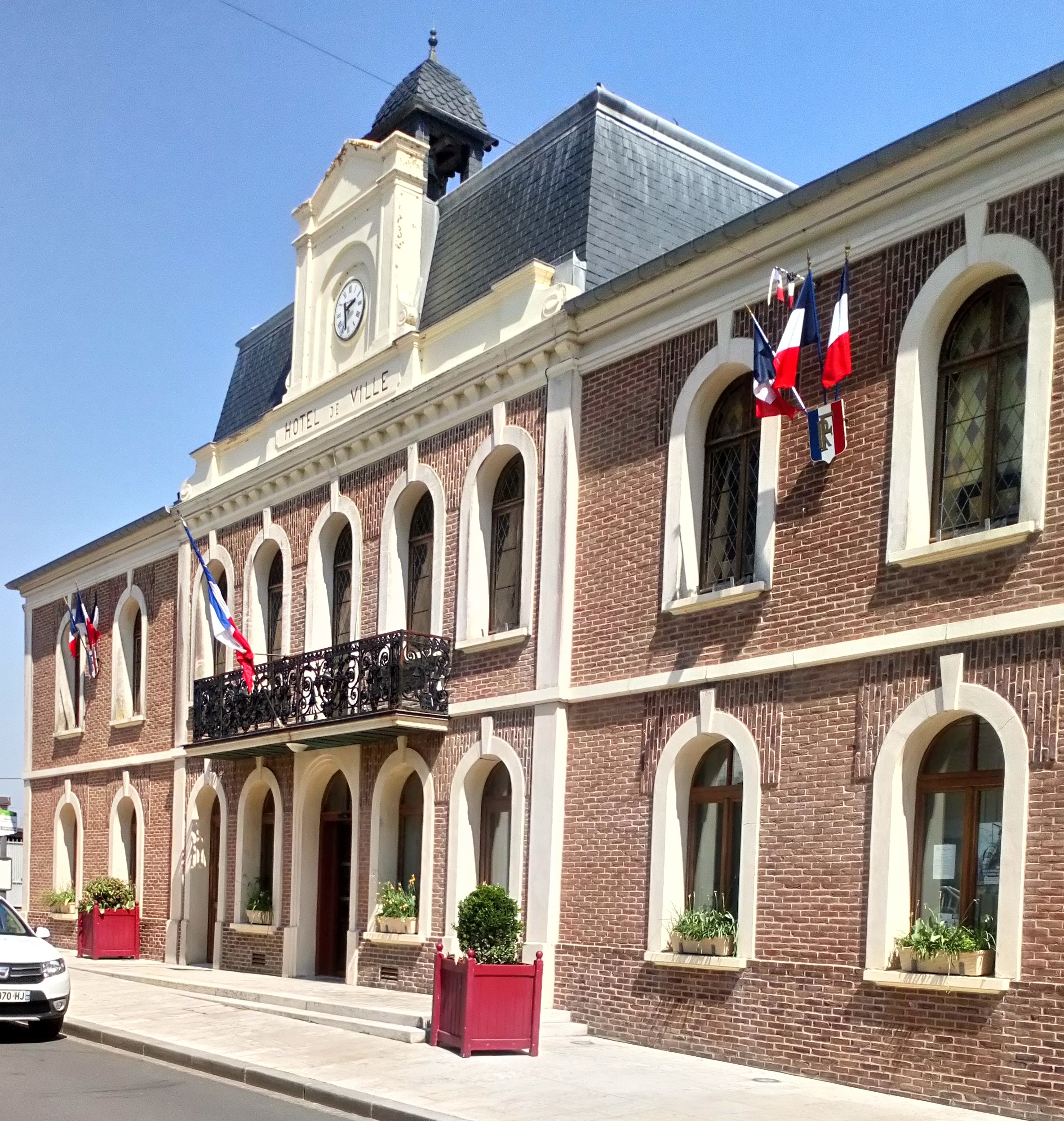
La mairie.
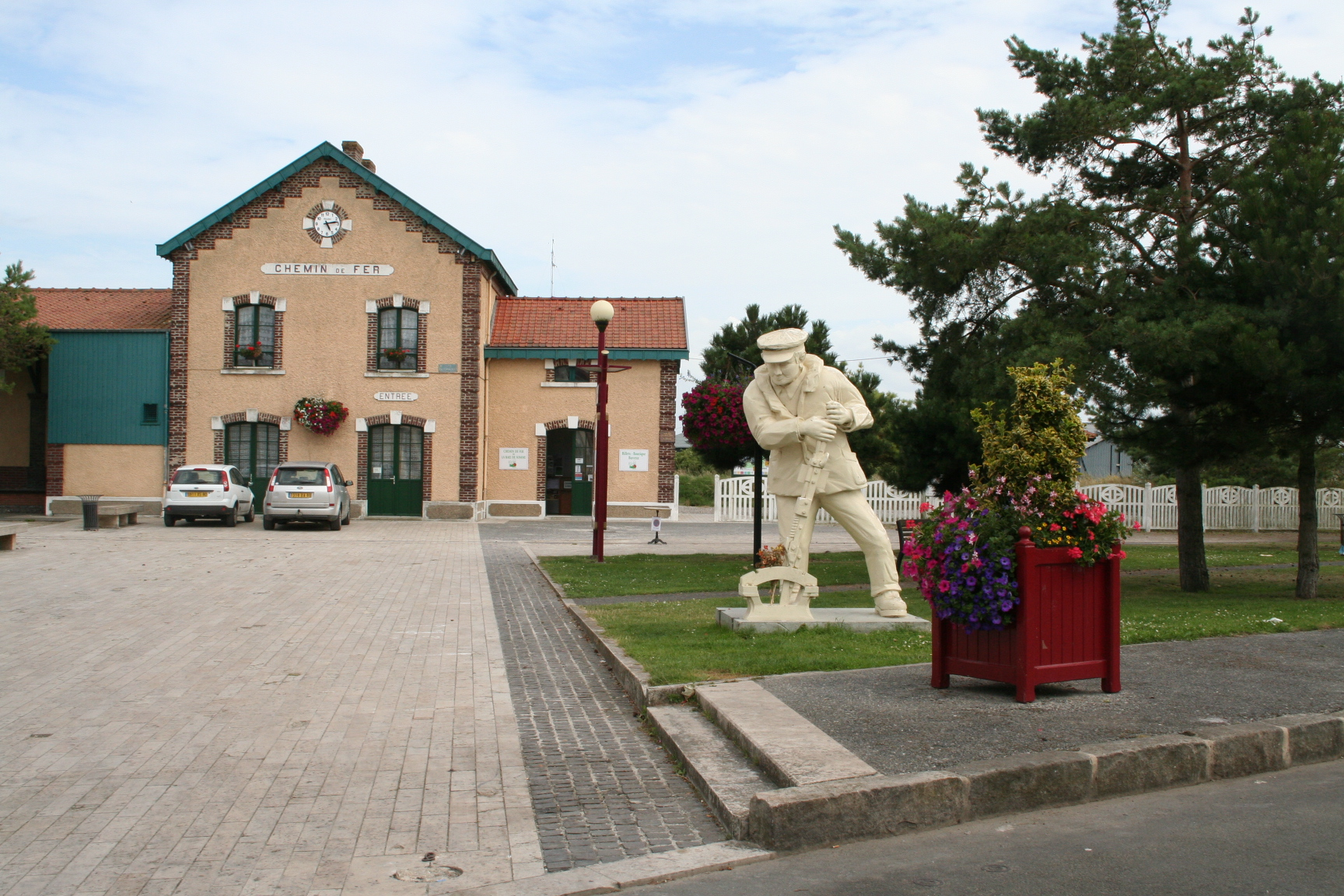
La gare de Cayeux.
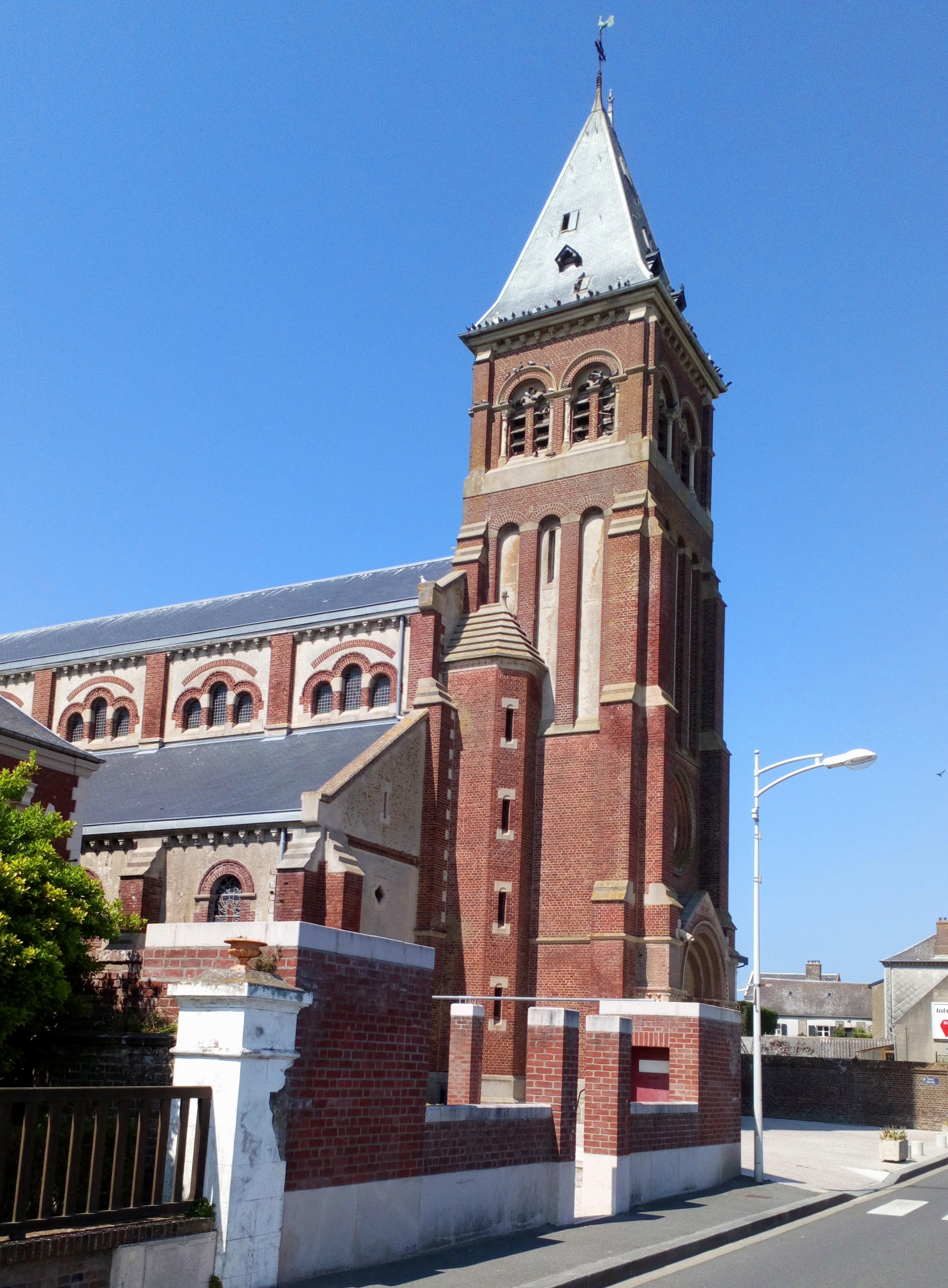
L'église Saint-Pierre.
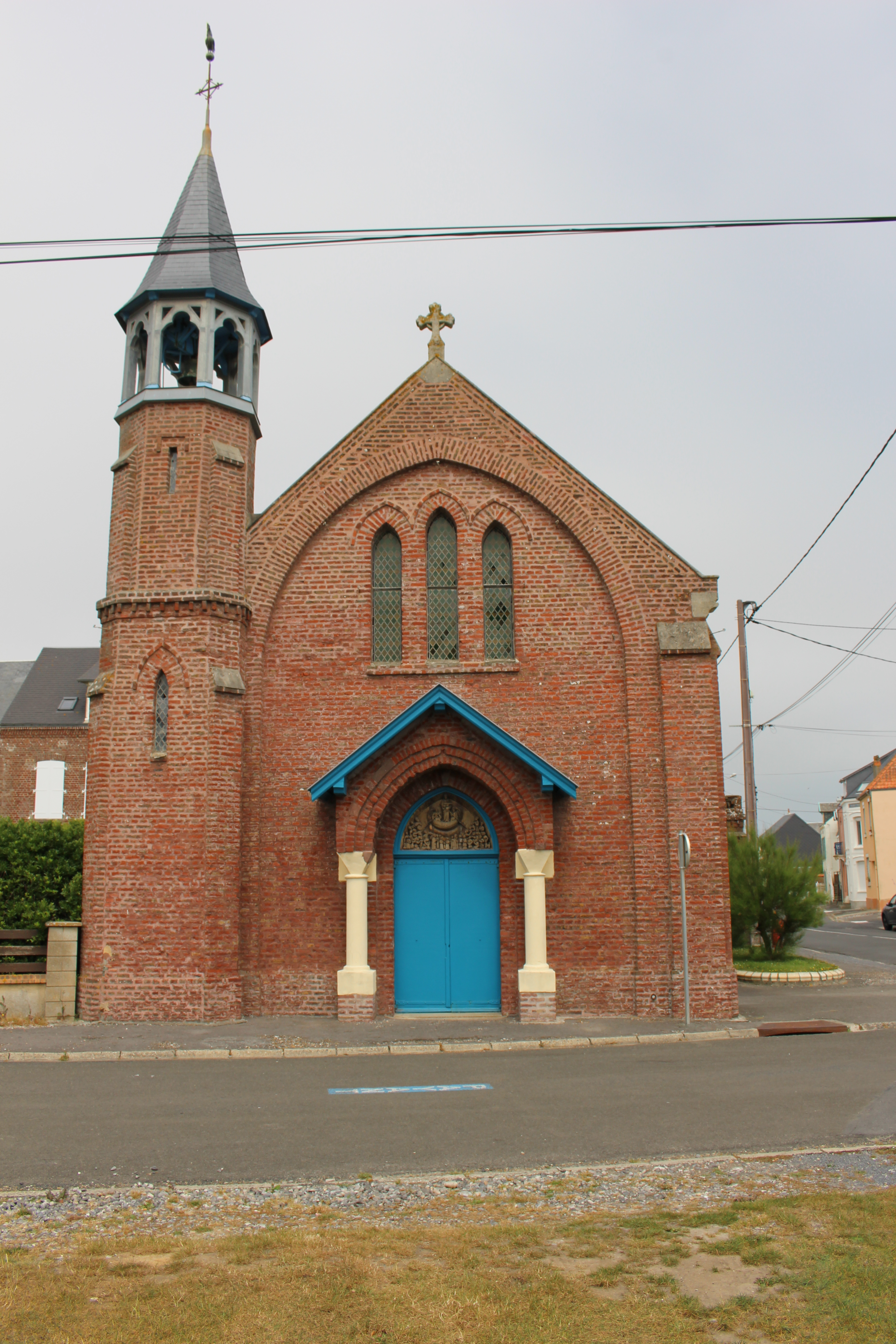
La chapelle Notre-Dame-de-la-Mer.

### Canot Benoît-Champy
Le canot Benoît-Champy est un canot de sauvetage du XIXe siècle. Il est classé depuis le 21 mai 1992 au titre objet aux monuments historiques. L'abri du canot, quant à lui, est inscrit depuis le 25 juillet 2006 au titre des monuments historiques.

### Patrimoine culturel
Une bibliothèque municipale et une salle des fêtes sont à la disposition des habitants. Cette dernière est équipée d'une salle de cinéma qui propose chaque vendredi une séance programmée.

### Cayeux-sur-mer au cinéma
Le film La Saignée (1971) de Claude Mulot a été tourné à Cayeux-sur-Mer.

### Personnalités liées à la commune

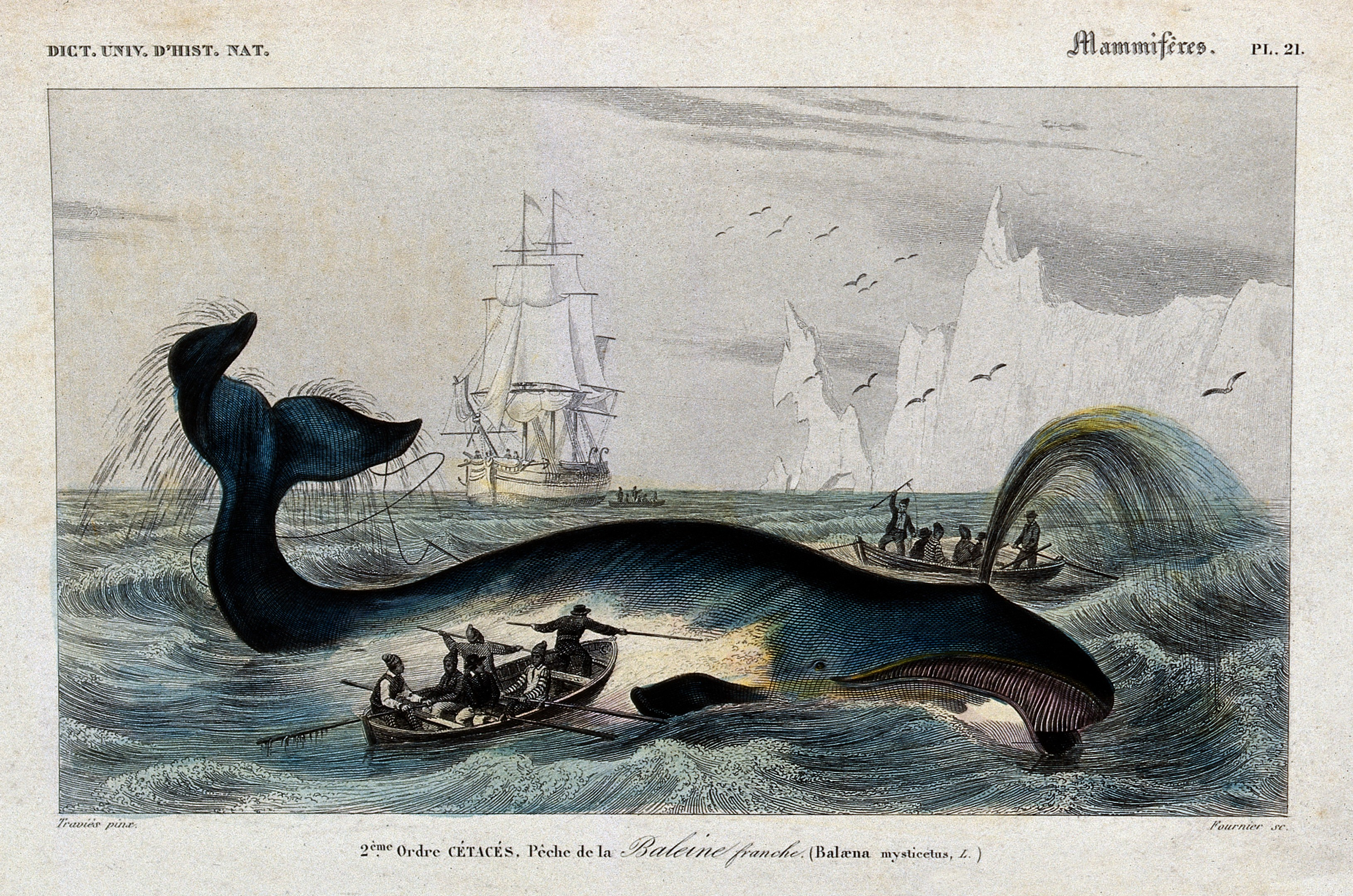
Amable Nicolas Fournier, Pêche à la baleine franche, gravure d'après Édouard Traviès pour le Dictionnaire universel d'histoire naturelle

- Colin de Cayeux (pendu en 1460 ou 1461) - ami du poète François Villon, peut-être originaire de Cayeux.
- Amable Nicolas Fournier (d) (1789-1854), graveur d'histoire naturelle né à Cayeux[83]. On lui doit notamment des planches pour le Dictionnaire universel d'histoire naturelle (1849) de Charles Henry Dessalines d'Orbigny. Il est le père de l'artiste peintre Félicie Schneider (1831-1891).
- Jean-François-Martial Dergny (1809-1880), prêtre érudit et artiste peintre né à Cayeux et dont le musée Boucher-de-Perthes d'Abbeville conserve des œuvres[84].
- Jules Dupré (1811-1889), peintre, y vécut à partir de 1865.
- Auguste Marie Boulard (1825-1897), peintre, y vécut à partir de 1865.
- Joris-Karl Huysmans (1848-1907) : écrivain naturaliste, composa une partie de son roman En ménage (1881) au cours d'un séjour d'un mois à Cayeux-sur-Mer, en septembre 1879[85].
- Jules Andrade (1857-1933) : physicien, mathématicien et horloger français, y est mort.
- René Thomsen (1897-1976), artiste peintre de l'École de Paris, est venu à Cayeux dont il a peint la plage à l'aquarelle.
- Claude Raimbourg (1935-), graveur, peintre et écrivain, et son épouse Anne-Marie Leclaire, graveuse, peintre et illustratrice, installés à Cayeux.

### Héraldique
| Blason de Cayeux-sur-Mer | Blason  | De sinople aux trois bandes d'argent, à la croix ancrée d'or brochant sur le tout, Ornements extérieursDeux branches de laurier. Croix de guerre 1939-1945 avec étoile de bronze. |
| Blason de Cayeux-sur-Mer | Détails | |
| Blason de Cayeux-sur-Mer | Alias   | Parti d'or et d'azur à la croix ancrée de gueules brochant sur le tout La commune a repris, dans les années 1960 probablement, les armes de la famille de Caïeu, seigneur du lieu, en en modifiant les émaux et le champ. Les seigneurs de Cayeux portaient : « parti d'or et d'azur à la croix ancrée de gueules ». |

## Pour approfondir